# II Divisão B de 2008–09
A II Divisão 2008/2009 é a edição do terceiro escalão do futebol português, realizada entre 2008 e 2009.

## Formato da prova
- Numa primeira fase, quatro séries (A, B, C e D) disputam 22 jornadas, entre 12 clubes cada série.
- Na segunda fase, os seis primeiros de cada uma destas séries, ficam com metade dos pontos, e disputam uma segunda fase (Fase de Subida) entre si, a duas voltas. As equipas transitam para a 2ª fase com metade dos pontos conquistados na 1ª fase. Os primeiros de cada série disputarão um play off de acesso à Liga Vitalis, a 2.ª Liga. As duas equipas apuradas para a final sobem à  Liga Vitalis. Da final sairá o vencedor e campeão da II Divisão.  Já os seis últimos de cada série, disputarão também a segunda fase, idêntica à fase de subida, a fase de manutençao. Os três últimos e o pior terceiro classificado das quatro séries descem à III Divisão, num total de 13 equipas.

## Clubes participantes da temporada 2008/09

### Série A
|    | Clube                | Localidade         | Distrito            |  |
| 1  | Atlético de Valdevez | Arcos de Valdevez  | Viana do Castelo    |  |
| 2  | Caniçal              | Caniçal            | Ilha da Madeira     |  |
| 3  | Desportivo de Chaves | Chaves             | Vila Real           |  |
| 4  | Maria da Fonte       | Póvoa de Lanhoso   | Braga               |  |
| 5  | Marítimo B           | Funchal            | Ilha da Madeira     |  |
| 6  | Mirandela            | Mirandela          | Bragança            |  |
| 7  | Moreirense           | Moreira de Cónegos | Braga               |  |
| 8  | Portossantense       | Porto Santo        | Ilha do Porto Santo |  |
| 9  | Ribeira Brava        | Ribeira Brava      | Ilha da Madeira     |  |
| 10 | Ribeirão             | Ribeirão           | Braga               |  |
| 11 | Tirsense             | Santo Tirso        | Porto               |  |
| 12 | Vianense             | Viana do Castelo   | Viana do Castelo    |  |

### Série B
|    | Clube               | Localidade            | Distrito        |  |
| 1  | Aliados             | Lordelo               | Porto           |  |
| 2  | Amarante            | Amarante              | Porto           |  |
| 3  | Esmoriz             | Esmoriz               | Aveiro          |  |
| 4  | Infesta             | São Mamede de Infesta | Porto           |  |
| 5  | Lourosa             | Lourosa               | Aveiro          |  |
| 6  | Lousada             | Lousada               | Porto           |  |
| 7  | Penafiel            | Penafiel              | Porto           |  |
| 8  | Sanjoanense         | São João da Madeira   | Aveiro          |  |
| 9  | Santana             | Santana               | Madeira         |  |
| 10 | União da Madeira    | Funchal               | Ilha da Madeira |  |
| 11 | Arouca              | Arouca                | Aveiro          |  |
| 12 | Sporting de Espinho | Espinho               | Aveiro          |  |

### Série C
|    | Clube                                                                                           | Localidade             | Distrito           |  |
| 1  | Abrantes (excluído após falta de comparência nas duas primeiras jornadas e na Taça de Portugal) | Abrantes               | Santarém           |  |
| 2  | Eléctrico                                                                                       | Ponte de Sôr           | Portalegre         |  |
| 3  | Fátima                                                                                          | Fátima                 | Santarém           |  |
| 4  | Monsanto                                                                                        | Monsanto               | Santarém           |  |
| 5  | Nelas                                                                                           | Nelas                  | Viseu              |  |
| 6  | Oliveira do Bairro                                                                              | Oliveira do Bairro     | Aveiro             |  |
| 7  | Operário                                                                                        | Ponta Delgada          | Ilha de São Miguel |  |
| 8  | Pampilhosa                                                                                      | Pampilhosa             | Aveiro             |  |
| 9  | Penalva                                                                                         | Penalva do Castelo     | Viseu              |  |
| 10 | Praiense                                                                                        | Praia da Vitória       | Ilha Terceira      |  |
| 11 | Tourizense                                                                                      | Touriz                 | Coimbra            |  |
| 12 | União da Serra                                                                                  | S.ta Catarina da Serra | Leiria             |  |

### Série D
|    | Clube               | Localidade    | Distrito |  |
| 1  | Atlético            | Lisboa        | Lisboa   |  |
| 2  | Beira-Mar MG        | Monte Gordo   | Faro     |  |
| 3  | Carregado           | Alenquer      | Lisboa   |  |
| 4  | Lagoa               | Lagoa         | Faro     |  |
| 5  | Mafra               | Mafra         | Lisboa   |  |
| 6  | Mineiro             | Aljustrel     | Beja     |  |
| 7  | Odivelas            | Odivelas      | Lisboa   |  |
| 8  | Olivais e Moscavide | Lisboa        | Lisboa   |  |
| 9  | Oriental            | Lisboa        | Lisboa   |  |
| 10 | Pinhalnovense       | Pinhal Novo   | Setúbal  |  |
| 11 | Real SC             | Queluz        | Lisboa   |  |
| 12 | Torreense           | Torres Vedras | Lisboa   |  |

## Tabela Classificativa

### 1ª fase - Série A
|     | Equipa               | Pts | J  | V  | E | D  | GM | GS | +/- | Notas                        |
| --- | -------------------- | --- | -- | -- | - | -- | -- | -- | --- | ---------------------------- |
| 1.  | Desportivo de Chaves | 44  | 22 | 13 | 5 | 4  | 40 | 18 | +22 | Fase de Promoção - Série A   |
| 2.  | Tirsense             | 38  | 22 | 10 | 8 | 4  | 31 | 23 | +8  | Fase de Promoção - Série A   |
| 3.  | Moreirense           | 37  | 22 | 11 | 4 | 7  | 30 | 19 | +11 | Fase de Promoção - Série A   |
| 4.  | Marítimo B           | 34  | 22 | 9  | 7 | 6  | 30 | 22 | +8  | Fase de Promoção - Série A   |
| 5.  | Pontassolense        | 33  | 22 | 8  | 9 | 5  | 33 | 29 | +4  | Fase de Promoção - Série A   |
| 6.  | Atlético de Valdevez | 33  | 22 | 8  | 9 | 5  | 20 | 17 | +3  | Fase de Promoção - Série A   |
| 7.  | Ribeira Brava        | 31  | 22 | 8  | 7 | 7  | 23 | 21 | +2  | Fase de Manutenção - Série A |
| 8.  | Ribeirão             | 29  | 22 | 8  | 5 | 9  | 25 | 26 | -1  | Fase de Manutenção - Série A |
| 9.  | Vianense             | 21  | 22 | 4  | 9 | 9  | 21 | 34 | -13 | Fase de Manutenção - Série A |
| 10. | Caniçal              | 20  | 22 | 5  | 5 | 12 | 19 | 35 | -26 | Fase de Manutenção - Série A |
| 11. | Maria da Fonte       | 18  | 22 | 3  | 9 | 10 | 19 | 34 | -15 | Fase de Manutenção - Série A |
| 12. | Mirandela            | 16  | 22 | 3  | 7 | 12 | 16 | 29 | -13 | Fase de Manutenção - Série A |

#### Fase de Promoção - Série A
|    | Equipa               | Pts | J  | V | E | D | GM | GS | +/- | Notas                        |
| -- | -------------------- | --- | -- | - | - | - | -- | -- | --- | ---------------------------- |
| 1. | Desportivo de Chaves | 43  | 10 | 6 | 3 | 1 | 13 | 4  | +9  | Play-Off de Acesso a Vitalis |
| 2. | Moreirense           | 40  | 10 | 7 | 0 | 3 | 19 | 13 | +6  |                              |
| 3. | Tirsense             | 35  | 10 | 4 | 4 | 2 | 15 | 12 | +2  |                              |
| 4. | Marítimo B           | 27  | 10 | 2 | 4 | 4 | 11 | 15 | -4  |                              |
| 5. | Pontassolense        | 25  | 10 | 1 | 5 | 4 | 14 | 17 | -3  |                              |
| 6. | Atlético de Valdevez | 22  | 10 | 1 | 2 | 7 | 10 | 18 | -8  |                              |

#### Fase de Manutenção - Série A
|     | Equipa         | Pts | J  | V | E | D | GM | GS | +/- | Notas                       |
| --- | -------------- | --- | -- | - | - | - | -- | -- | --- | --------------------------- |
| 7.  | Ribeirão       | 32  | 10 | 4 | 5 | 1 | 13 | 9  | +4  |                             |
| 8.  | Vianense       | 27  | 10 | 4 | 4 | 2 | 9  | 6  | +3  |                             |
| 9.  | Ribeira Brava  | 26  | 10 | 2 | 4 | 4 | 9  | 11 | -2  | Despromovidos a III Divisão |
| 10. | Caniçal        | 22  | 10 | 3 | 3 | 4 | 16 | 14 | +2  | Despromovidos a III Divisão |
| 11. | Maria da Fonte | 21  | 10 | 3 | 3 | 4 | 12 | 17 | -5  | Despromovidos a III Divisão |
| 12. | Mirandela      | 17  | 10 | 1 | 6 | 3 | 7  | 10 | -3  | Despromovidos a III Divisão |

### Série B
|     | Equipa              | Pts | J  | V  | E  | D  | GM | GS | +/- | Notas                        |
| --- | ------------------- | --- | -- | -- | -- | -- | -- | -- | --- | ---------------------------- |
| 1.  | Penafiel            | 50  | 22 | 15 | 5  | 2  | 31 | 13 | +18 | Fase de Promoção - Série B   |
| 2.  | União da Madeira    | 47  | 22 | 14 | 5  | 3  | 38 | 15 | +23 | Fase de Promoção - Série B   |
| 3.  | Sporting de Espinho | 38  | 22 | 11 | 5  | 6  | 36 | 24 | +12 | Fase de Promoção - Série B   |
| 4.  | Lourosa             | 33  | 22 | 9  | 6  | 7  | 25 | 23 | +2  | Fase de Promoção - Série B   |
| 5.  | Aliados de Lordelo  | 32  | 22 | 8  | 8  | 6  | 26 | 21 | +5  | Fase de Promoção - Série B   |
| 6.  | Esmoriz             | 31  | 22 | 9  | 4  | 9  | 28 | 22 | +6  | Fase de Promoção - Série B   |
| 7.  | Arouca              | 29  | 22 | 9  | 2  | 11 | 26 | 23 | +3  | Fase de Manutenção - Série B |
| 8.  | Lousada             | 25  | 22 | 5  | 10 | 7  | 23 | 29 | -6  | Fase de Manutenção - Série B |
| 9.  | Amarante            | 23  | 22 | 6  | 5  | 11 | 24 | 41 | -17 | Fase de Manutenção - Série B |
| 10. | Santana             | 22  | 22 | 4  | 10 | 8  | 25 | 36 | -11 | Fase de Manutenção - Série B |
| 11. | Sanjoanense         | 15  | 22 | 2  | 9  | 11 | 14 | 33 | -19 | Fase de Manutenção - Série B |
| 12. | Infesta             | 15  | 22 | 4  | 3  | 15 | 16 | 32 | -16 | Fase de Manutenção - Série B |

#### Fase de Promoção - Série B
|    | Equipa              | Pts | J  | V | E | D | GM | GS | +/- | Notas                        |
| -- | ------------------- | --- | -- | - | - | - | -- | -- | --- | ---------------------------- |
| 1. | Penafiel            | 45  | 10 | 5 | 5 | 0 | 11 | 4  | +7  | Play-Off de Acesso a Vitalis |
| 2. | União da Madeira    | 44  | 10 | 5 | 5 | 0 | 20 | 9  | +11 |                              |
| 3. | Sporting de Espinho | 33  | 10 | 3 | 5 | 2 | 10 | 8  | +2  |                              |
| 4. | Lourosa             | 27  | 10 | 3 | 1 | 6 | 12 | 20 | -8  |                              |
| 5. | Esmoriz             | 24  | 10 | 1 | 5 | 4 | 5  | 9  | -4  |                              |
| 6. | Aliados de Lordelo  | 21  | 10 | 0 | 5 | 5 | 4  | 12 | -8  |                              |

#### Fase de Manutenção - Série B
|     | Equipa      | Pts | J  | V | E | D | GM | GS | +/- | Notas                       |
| --- | ----------- | --- | -- | - | - | - | -- | -- | --- | --------------------------- |
| 7.  | Arouca      | 31  | 10 | 5 | 1 | 4 | 12 | 13 | -1  |                             |
| 8.  | Santana     | 29  | 10 | 5 | 3 | 2 | 19 | 11 | +8  |                             |
| 9.  | Lousada     | 26  | 10 | 4 | 1 | 5 | 11 | 10 | +1  |                             |
| 10. | Infesta     | 24  | 10 | 4 | 4 | 2 | 12 | 11 | +1  | Despromovidos a III Divisão |
| 11. | Amarante    | 24  | 10 | 3 | 3 | 4 | 14 | 18 | -4  | Despromovidos a III Divisão |
| 12. | Sanjoanense | 16  | 10 | 2 | 2 | 6 | 9  | 14 | -5  | Despromovidos a III Divisão |

### Série C
|     | Equipa             | Pts | J  | V  | E  | D  | GM | GS | +/- | Notas                        |
| --- | ------------------ | --- | -- | -- | -- | -- | -- | -- | --- | ---------------------------- |
| 1.  | Fátima             | 42  | 20 | 12 | 6  | 2  | 33 | 18 | +15 | Fase de Promoção - Série C   |
| 2.  | União da Serra     | 39  | 20 | 11 | 6  | 3  | 36 | 17 | +19 | Fase de Promoção - Série C   |
| 3.  | Pampilhosa         | 37  | 20 | 11 | 4  | 5  | 27 | 20 | +7  | Fase de Promoção - Série C   |
| 4.  | Tourizense         | 35  | 20 | 10 | 5  | 5  | 30 | 18 | +12 | Fase de Promoção - Série C   |
| 5.  | Operário           | 30  | 20 | 8  | 6  | 6  | 28 | 23 | +5  | Fase de Promoção - Série C   |
| 6.  | Monsanto           | 29  | 20 | 6  | 11 | 3  | 25 | 21 | +4  | Fase de Promoção - Série C   |
| 7.  | Oliveira do Bairro | 29  | 20 | 8  | 5  | 7  | 24 | 26 | +2  | Fase de Manutenção - Série C |
| 8.  | Eléctrico          | 21  | 20 | 5  | 6  | 9  | 21 | 35 | -14 | Fase de Manutenção - Série C |
| 9.  | Penalva            | 15  | 20 | 3  | 6  | 11 | 19 | 29 | -10 | Fase de Manutenção - Série C |
| 10. | Nelas              | 10  | 20 | 1  | 7  | 12 | 13 | 27 | -14 | Fase de Manutenção - Série C |
| 11. | Praiense           | 10  | 20 | 2  | 4  | 14 | 20 | 42 | -22 | Fase de Manutenção - Série C |

#### Fase de Promoção - Série C
|    | Equipa         | Pts | J  | V | E | D | GM | GS | +/- | Notas                        |
| -- | -------------- | --- | -- | - | - | - | -- | -- | --- | ---------------------------- |
| 1. | Fátima         | 47  | 10 | 8 | 2 | 0 | 26 | 9  | +17 | Play-Off de Acesso a Vitalis |
| 2. | Tourizense     | 33  | 10 | 4 | 3 | 3 | 13 | 11 | +2  |                              |
| 3. | União da Serra | 31  | 10 | 3 | 2 | 5 | 7  | 14 | -7  |                              |
| 4. | Operário       | 28  | 10 | 4 | 1 | 5 | 15 | 15 | 0   |                              |
| 5. | Pampilhosa     | 27  | 10 | 2 | 4 | 4 | 10 | 15 | -5  |                              |
| 6. | Monsanto       | 23  | 10 | 2 | 2 | 6 | 11 | 18 | -7  |                              |

#### Fase de Manutenção - Série C
|     | Equipa             | Pts | J | V | E | D | GM | GS | +/- | Notas                       |
| --- | ------------------ | --- | - | - | - | - | -- | -- | --- | --------------------------- |
| 7.  | Eléctrico          | 25  | 8 | 3 | 4 | 1 | 6  | 4  | +2  |                             |
| 8.  | Oliveira do Bairro | 24  | 8 | 2 | 3 | 3 | 8  | 9  | -1  |                             |
| 9.  | Praiense           | 19  | 8 | 4 | 2 | 2 | 11 | 9  | +2  |                             |
| 10. | Penalva do Castelo | 19  | 8 | 3 | 2 | 3 | 7  | 5  | +2  | Despromovidos a III Divisão |
| 11. | Nelas              | 10  | 8 |   | 5 | 3 | 3  | 8  | -5  | Despromovidos a III Divisão |
| 12. | Abrantes           | 0   |   |   |   |   |    |    |     | Desclassificado             |

### Série D
|     | Equipa              | Pts | J  | V  | E | D  | GM | GS | +/- | Notas                        |
| --- | ------------------- | --- | -- | -- | - | -- | -- | -- | --- | ---------------------------- |
| 1.  | Carregado           | 38  | 22 | 11 | 5 | 6  | 31 | 18 | +13 | Fase de Promoção - Série D   |
| 2.  | Lagoa               | 36  | 22 | 10 | 6 | 6  | 27 | 20 | +7  | Fase de Promoção - Série D   |
| 3.  | Pinhalnovense       | 33  | 22 | 9  | 6 | 7  | 23 | 20 | +3  | Fase de Promoção - Série D   |
| 4.  | Real SC             | 31  | 22 | 9  | 4 | 9  | 28 | 27 | +1  | Fase de Promoção - Série D   |
| 5.  | Odivelas            | 31  | 22 | 8  | 7 | 7  | 29 | 27 | +2  | Fase de Promoção - Série D   |
| 6.  | Atlético            | 31  | 22 | 9  | 4 | 9  | 31 | 33 | -2  | Fase de Promoção - Série D   |
| 7.  | Mafra               | 30  | 22 | 8  | 6 | 8  | 20 | 20 | 0   | Fase de Manutenção - Série D |
| 8.  | Oriental            | 30  | 22 | 9  | 3 | 10 | 27 | 35 | -8  | Fase de Manutenção - Série D |
| 9.  | Olivais e Moscavide | 29  | 22 | 7  | 8 | 7  | 18 | 17 | +1  | Fase de Manutenção - Série D |
| 10. | Mineiro             | 26  | 22 | 6  | 8 | 8  | 22 | 25 | -3  | Fase de Manutenção - Série D |
| 11. | Torreense           | 25  | 22 | 6  | 7 | 9  | 24 | 27 | -3  | Fase de Manutenção - Série D |
| 12. | Beira-Mar MG        | 21  | 22 | 5  | 6 | 11 | 17 | 28 | -11 | Fase de Manutenção - Série D |

#### Fase de Promoção - Série D
|    | Equipa        | Pts | J  | V | E | D | GM | GS | +/- | Notas                        |
| -- | ------------- | --- | -- | - | - | - | -- | -- | --- | ---------------------------- |
| 1. | Carregado     | 39  | 10 | 6 | 2 | 2 | 11 | 6  | +5  | Play-Off de Acesso a Vitalis |
| 2. | Lagoa         | 37  | 10 | 6 | 1 | 3 | 14 | 8  | +6  |                              |
| 3. | Atlético      | 33  | 10 | 5 | 2 | 3 | 11 | 7  | 4   |                              |
| 4. | Real SC       | 33  | 10 | 4 | 4 | 2 | 9  | 5  | 4   |                              |
| 5. | Odivelas      | 22  | 10 | 1 | 3 | 6 | 9  | 16 | -9  |                              |
| 6. | Pinhalnovense | 22  | 10 | 1 | 2 | 7 | 6  | 16 | -10 |                              |

#### Fase de Manutenção - Série D
|     | Equipa              | Pts | J  | V | E | D | GM | GS | +/- | Notas                       |
| --- | ------------------- | --- | -- | - | - | - | -- | -- | --- | --------------------------- |
| 7.  | Oriental            | 36  | 10 | 7 |   | 3 | 19 | 13 | +6  |                             |
| 8.  | Mafra               | 32  | 10 | 5 | 2 | 3 | 16 | 12 | +4  |                             |
| 9.  | Mineiro             | 31  | 10 | 5 | 3 | 2 | 23 | 16 | +7  |                             |
| 10. | Olivais e Moscavide | 29  | 10 | 5 | 1 | 4 | 13 | 14 | -1  | Despromovidos a III Divisão |
| 11. | Beira-Mar MG        | 22  | 10 | 3 | 1 | 6 | 9  | 15 | -6  | Despromovidos a III Divisão |
| 12. | Torreense           | 17  | 10 | 1 | 1 | 8 | 9  | 19 | -10 | Despromovidos a III Divisão |

### Play-Off de acesso a ligaVitalise Apuramento de Campeão daII Divisão
Os quatro vencedores das séries de promoção, disputam um play-off a duas mãos, de acesso a liga Vitalis. Os dois vencedores soubem de divisão e disputam a final (a 1 mão em campo neutro) de apuramento de campeão da [II Divisão]. As duas equipas derrotadas permanecem na II Divisão
Os jogos foram disputados a 17 de Maio 2009 (primeira mão) e a 24 de Maio 2009(segunda mão).

A final de apuramento de campeão foi disputada a 30 de Maio 09 no Estádio Municipal de Águeda em Águeda

#### Acesso a Liga Vitalis
| Equipe 1  | Total | Equipe 2             | 1.º jogo | 2.º jogo |
| --------- | ----- | -------------------- | -------- | -------- |
| Penafiel  | 0–1   | Desportivo de Chaves | 0–0      | 0–1      |
| Carregado | 2–5   | Fátima               | 1–1      | 1–4      |

Nota:
devido ao:
- caso "Apito Final" do futebol Português, que acabou por desqualificar o Vizela e o Gondomar no campeonato da Liga Vitalis;
- a despromoção do Estrela da Amadora da Liga Sagres para a II Divisão devido a problemas financeiros; e
- a renúncia do Boavista em participar na Liga Vitalis

os derrotados no play-off (Penafiel e Carregado) acabaram por serem promovidos a Liga Vitalis;

#### Apuramento de Campeão daII Divisão
| Equipe 1             | Resultado | Equipe 2 |
| -------------------- | --------- | -------- |
| Desportivo de Chaves | 1–2       | Fátima   |

## Ver Também
- Liga Sagres 2008/2009
- Liga Vitalis 2008/2009
- III Divisão 2008\/2009